# Чипріан-Порумбеску
Чипріан-Порумбеску (рум. Ciprian Porumbescu) — комуна у повіті Сучава в Румунії. До складу комуни входить єдине село Чипріан-Порумбеску.
Комуна розташована на відстані 348 км на північ від Бухареста, 16 км на південний захід від Сучави, 123 км на захід від Ясс.

## Населення
За даними перепису населення 2002 року у комуні проживали 6377 осіб.
Національний склад населення комуни:
| Національність | Кількість осіб | Відсоток |
| -------------- | -------------- | -------- |
| румуни         | 6281           | 98,5%    |
| цигани         | 89             | 1,4%     |
| угорці         | 2              | < 0,1%   |
| німці          | 2              | < 0,1%   |
| поляки         | 2              | < 0,1%   |
| українці       | 1              | < 0,1%   |

Рідною мовою назвали:
| Мова       | Кількість осіб | Відсоток |
| ---------- | -------------- | -------- |
| румунська  | 6372           | 99,9%    |
| угорська   | 2              | < 0,1%   |
| українська | 2              | < 0,1%   |
| німецька   | 1              | < 0,1%   |

Склад населення комуни за віросповіданням:
| Релігія                                       | Кількість осіб | Відсоток |
| --------------------------------------------- | -------------- | -------- |
| православні                                   | 5865           | 92,0%    |
| п'ятдесятники                                 | 327            | 5,1%     |
| адвентисти                                    | 95             | 1,5%     |
| бретрени                                      | 8              | 0,1%     |
| римо-католики                                 | 7              | 0,1%     |
| реформати                                     | 2              | < 0,1%   |
| баптисти                                      | 1              | < 0,1%   |
| лютерани (Синодально-пресвітеріанська церква) | 1              | < 0,1%   |
| не релігійні                                  | 1              | < 0,1%   |
| не вказали релігію                            | 1              | < 0,1%   |

## Зовнішні посилання
- Дані про комуну Чипріан-Порумбеску на сайті Ghidul Primăriilor